# Neukölln (stadsdelsområde)

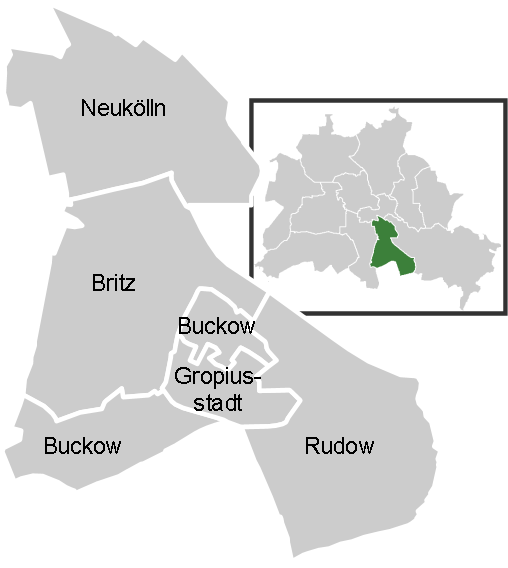
Stadsdelar i Bezirk Neukölln

Mandatfördelning i stadsdelsområdets parlament 2016

Neukölln (tyska: Bezirk Neukölln) är Berlins åttonde stadsdelsområde (Bezirk), bildat 1920, och har fått sitt namn efter stadsdelen Neukölln. Stadsdelen Neukölln, Ortsteil Berlin-Neukölln, före 1912 kallad Rixdorf, utgör en Ortsteil  (stadsdel) i den nordligaste delen av Bezirk Neukölln. De övriga fyra ingående stadsdelarna är förorterna Britz, Buckow, Rudow och Gropiusstadt, belägna söder om Berlins innerstad.
Hela stadsdelsområdet hade totalt 328 045 invånare i juni 2016, varav omkring en tredjedel är födda i utlandet eller barn till utlandsfödda. Stadsdelsområdet Neukölln var en del av den amerikanska sektorn i Västberlin när staden var delad.

## Historia
Detta avsnitt behandlar hela stadsdelsområdets historia. För den namngivande stadsdelen Neuköllns historia, se även Neukölln (stadsdel)#Historia. För stadsdelarna Britz, Rudow och Buckows historia före 1920 som självständiga orter, se respektive artikel.
Stadsdelsområdet Bezirk Neukölln bildades 1 oktober 1920 som del av den administrativa reform då Stor-Berlin skapades, och Bezirk Neukölln kom att omfatta flera tidigare orter som vid denna tid vuxit samman med storstaden Berlin. Till skillnad från många andra stadsdelsområden har Neukölln, på grund av sin stora befolkning, inte genomgått några sammanslagningar utan behållit sina gränser oförändrade.

### Tidig historia
Neukölln (Rixdorf), Britz, Buckow och Rudow uppstod ursprungligen som medeltida byar, medan Gropiusstadt bildades först i modern tid.
1360 omnämns dagens Neukölln under namnet Richardsdorp som senare blev Rieksdorf och slutligen Rixdorf. Richardsdorf tillhörde tempelriddarna som var bosatta i Tempelhof. Från 1318 till 1435 övertogs området av Johanniterorden. Idag bär områdets vapen därför ett Johanniterkors. År 1400 får Richardsdorp en egen kyrka. 1435 avträder johannitern sitt område till Berli och Neukölln. Under 30-åriga kriget plundrades området och brändes ner.

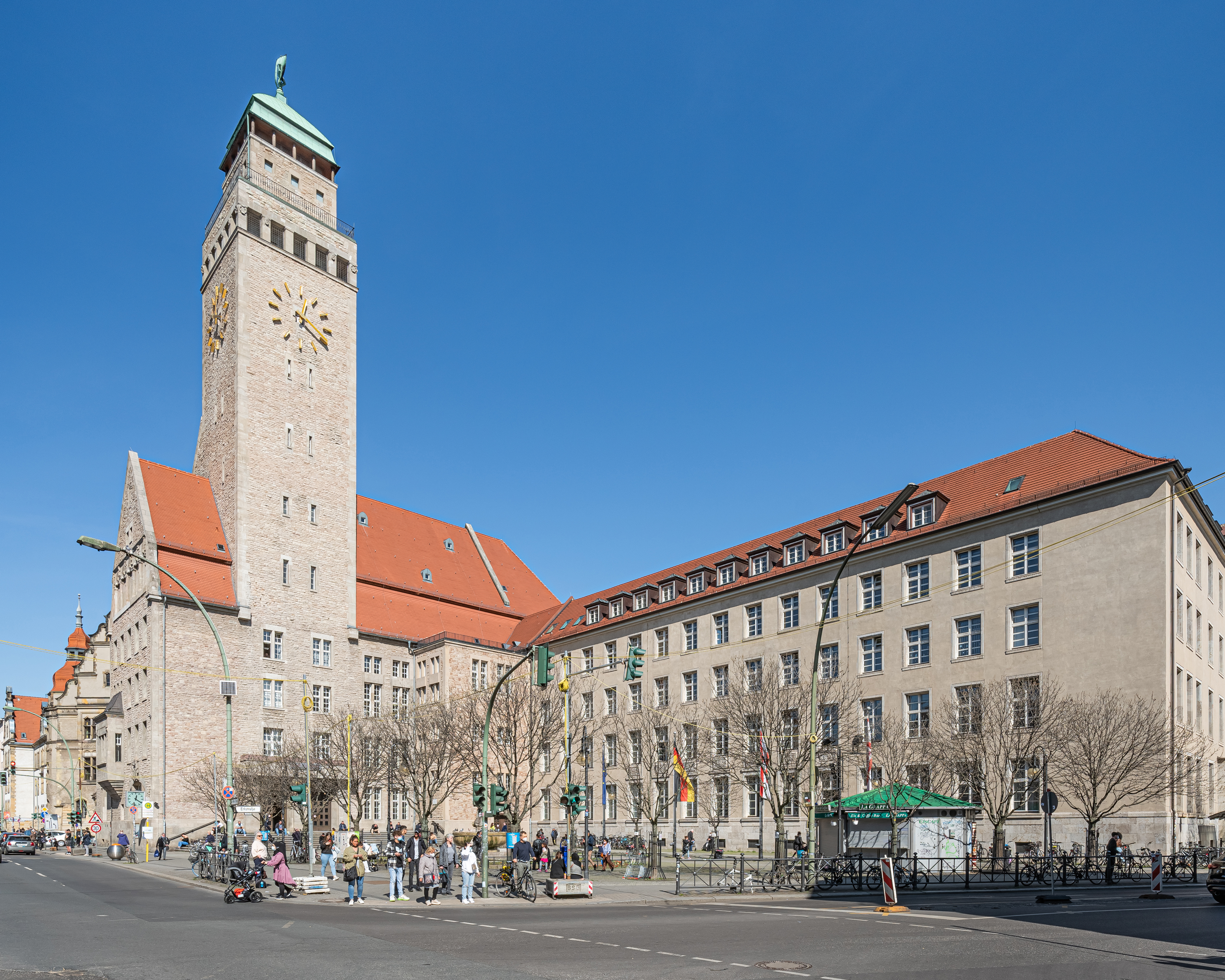
Rathaus Neukölln

1737 blev delar av området en fristad för böhmer som flytt på grund av sin evangeliska tro. Dessa herrnhutare byggde en egen kyrka och bosatte sig i en egen by som 1797 blev en egen förvaltning som Böhmisch-Rixdorf. 1874 förenades församlingarna Böhmisch-Rixdorf och Deutsch-Rixdorf och Rixdorfs invånarantal växte mot slutet av 1800-talet och 1900-talets början.

### Industrialisering
Industrialiseringen av Rixdorf som följde inne en befolkningsexplosion och stor social nöd. De bostäder som byggs är ofta spekulationsprojekt och av dålig kvalité. Familjer bor i lägenheter med bara ett rum och delar toalett. Badmöjligheter är ovanliga. I det proletära Rixdorf växer sig arbetarrörelsen stark som ska komma att prägla Rixdorf och det senare Neukölln. Industrialiseringen leder till att det lantliga området, fortfarande fanns ängar med vädarkvarnar på höjden Rollberg, bebyggs med industrier och bostäder, bland de mest kända Berliner Kindl-bryggeriet som börjar sin verksamhet 1872. 

### Stadsrättigheter
Utvecklingen är rasant och 1895 har Rixdorf 90 000 invånare varpå man får stadsrättigheter 1899. 1903 följer ett eget vapen då kejsar Vilhelm II ger sitt tillstånd och 1905 börjar man bygga Rådhuset som invigs 1908. Hermann Boddin blir den första att leda det förenade Rixdorf. I den unga staden byggs även en byggnad till Amtsgericht Neukölln och Stadtbad Neukölln. Stadsbadet är ett av Tysklands största badhus.. Körnerpark anläggs mellan 1912 och 1916 i nybarock stil. Nya bostadsområden skapas i bland annat i Schillerpromenade ("Schillerkiez") och ldealpassage.. Tidigare under 1800-talet har områdena Reuterkiez och Rollbergsiedlung byggts. 

### Rixdorf blir Neukölln
1912 antogs namnet Neukölln istället för Rixdorf då de styrande ansåg att namnet fått dålig klang då det användes som begrepp för frigjord underhållning. Stadens borgerliga styre ansåg att ryktet som festplats, bland annat genom folksången "In Rixdorf ist Musike", skadade anseendet och utgjorde en risk för stadens utveckling och skrämde bort bättre familjer från området. Kejsar Vilhelm II godkände personligen ändringen på sin födelsedag och telegraferade beskedet. Namnet Neukölln är härlett ur Cölln som var systerstad till Berlin under medeltiden innan de två städerna förenades. Andra namnförslag var bland annat: Rexstadt, Richardshausen, Rixtow och Märkisch-Kölln. 1920 inkorporerades Neukölln i Berlin (Stor-Berlin) tillsammans med Britz, Rudow och Buckow. 
I samband med Novemberrevolutionen i Tyskland i november 1918 tar ett arbetar- och soldatråd över kontrollen av Neukölln. 17 januari intar den 17:e infanteridivisionen Neukölln och förklarar stadsdelen belägrad och inför utegångsförbud efter klockan 20.30. Kapten Curtze tar över makten samtidigt som våldsamheter bryter ut. Vid en skola på Hertzbergplatz dödas och skadas personer på båda sidor i strider mellan regeringstrupper och vänsterradikala arbetare. 11 mars 1919 upplöser frikårernas kommendör Bernhard von Hülsen arbetarrådet i Neukölln. 1919 avgår Kurt Kaiser som borgmästare och han efterträds av Alfred Scholz, redaktör för den socialdemokratiska tidningen Vorwärts. När frikårerna under von Hülsens ledning lämnar Neukölln intar arbetar- och soldatrådet återigen Rådhuset och kräver rösträtt men kraven röstas ner av sittande parlament. 7 november 1919 röstas rådet ner för gott genom att majoritetsbeslut i parlamentet. Kaos utbryter under sittningen när åhörarna stormar sittningen och attacker politikerna med stolar och stinkbomber.

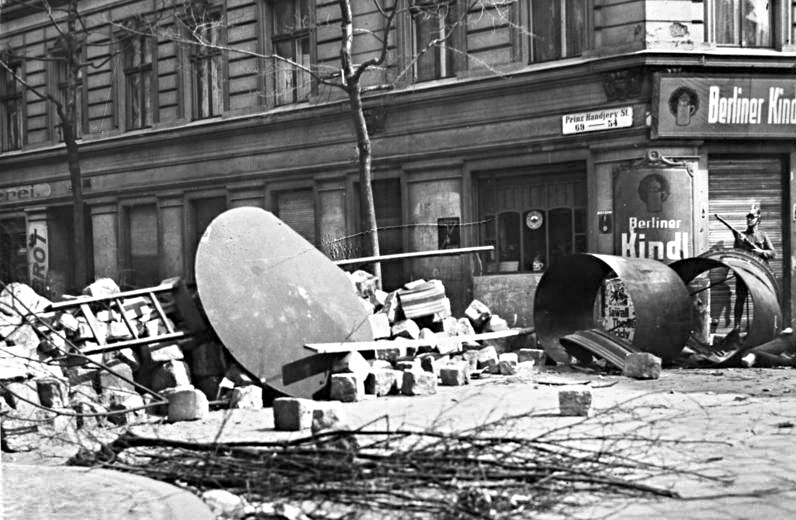
Bild från oroligheterna i Neukölln 1929

År 1929 utbröt oroligheter, Blutmai, i Neukölln. I samband med 1 maj 1929 demonstrerade tiotusentals kommunister under Weltfeiertag men demonstrationerna avbröts av polisen (Schutzpolizei) som ingrep eftersom polischefen förbjudit demonstrationer. Under fem dagar pågick stridigheter. Polisen satte in stridsfordon och man använde skarp ammunition. När oroligheterna var över hade 19 personer dött.
Alfred Scholz tvingades bort från borgmästarposten 1933 trots att befolkningen i valet röstat mot Hitlerregimen med bred majoritet. Han ersätts av Kurt Samson från Nazistpartiet.

### Andra världskriget
Andra världskriget klarade Neukölln bättre än andra delar av Berlin, Neukölln förstördes mindre än till exempel Kreuzberg, Charlottenburg och centrum. Trots detta var förstörelsen påtaglig och många invånare hade omkommit. Nio procent av husen totalförstördes, tolv procent svårt och 15 procent av byggnaderna hade lättare skador. Tvångsarbetare från av tyskarna ockuperade områden (bl.a. Polen, Sovjetunionen, Frankrike) arbetade i fabriker i Neukölln och angränsade distrikt och levde i olika barackläger som upprättades.
I februari 1945 börjar man satt upp stridsvagnshinder på Neuköllns gator. I samband med krigsslutet genomförde SS flera våldsamma operationer i Neukölln: de sprängde Karstadtvaruhuset vid Hermannplatz utan förvarning och civila omkom när de var inne i huset för att få tag i mat. SS-trupper sprängde även åtta broar, kanalisationsrör och förstörde strömkablar. Även rådhuset sätts i brand. Borgmästaren Kurt Samson hade motsatt sig ett försvar av rådhuset av SS och Hitler-Jugend utan ville att huset skulle lämnas utan strid men strider förstörde stora delar av byggnaden.
26-28 april 1945 intog sovjetiska trupper Neukölln och kortare strider ägde rum vid rådhuset Rathaus Neukölln vid Berliner och Schönstedtstrasse. 28 april ockuperade Röda armén och överste Raczew gjorde Amtsgericht till plats för kommendaturen och utsåg Martin Ohm till borgmästare. I juni började åter el, vatten och gasförsörjningen att fungera igen. Röda armén lämnade Neukölln 13 juli 1945 och istället kom amerikanarna då Neukölln låg i den amerikanska sektorn i Berlin. I oktober 1946 följer de första fria valen som vinns av SPD med Wilhelm Dieckmann som första borgmästare. 1949 väljs Kurt Exner till borgmästare, tidigare har han varit borgmästare i Prenzlauer Berg.

### 1945-1990

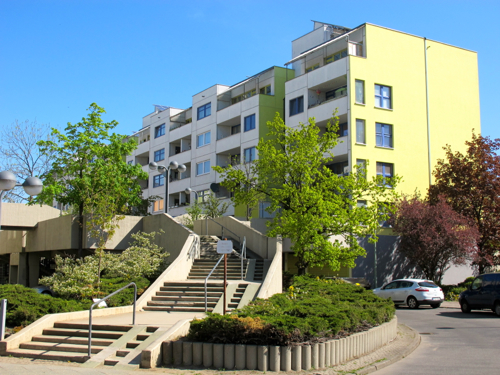
High-Deck-Siedlung

Efter andra världskriget är Neukölln med sina 286 000 invånare den befolkningsmässigt största förvaltningsområdet i Västberlin och tillhörde den amerikanska sektorn.  Det ekonomiska uppsvinget efter kriget, Wirtschaftswunder, gav Neukölln ett modernt centrum där Karl-Marx-Strasse utvecklades till en modern inköpsgata, en position den kom att behålla fram till 1990-talet. Förutom återuppbyggande av förstörda hus börjar man även bygga 600 lägenheter i Britz och större bostadsprojekt skulle följa.
Neukölln hade flera stora industrier som Rudower Eternit-Werke, Norddeutsche Kabelwerke och Berliner Kindl-bryggeriet. Viktiga branscher var trä och papper, teko, tryckeri, kemi och verkstadsindustri. Neukölln kunde från en arbetslöshetsnivå på drygt 20 % år 1950 ha full sysselsättning 1970.  Uppförandet av Berlinmuren 1961 påverkade Neukölln starkt i och med stadsdelens direkta gräns till Östberlin. Nu kunde inte längre östberlinarna besöka Neukölln och handla. Neukölln fick ett randläge i det isolerade Västberlin. 1960 firade Neukölln 600 år under stora festligheter.
Neukölln hade efter kriget områden som var nergångna, det rörde sig om de bostadsområdena som byggts i slutet av 1800-talet som enkla arbetarbostäder. Fortfarande under 1960-talet fanns t.ex. bostadsområden där toaletterna fanns på innergården. De som kunde valde att flytta. Detta föranledde den våg av saneringsprojekt som följde under 1960- och 1970-talet. Gammal bebyggelse revs för att ge plats åt nya bostadsområden, t.ex. Rollbergsiedlung. Omstöpningen av Rollbergsiedlung innebar en förstörelse av gammal bebyggelsestruktur till förmån för ett modernt bostadskomplex i betong. Från 1962 började man bygga det som senare blev Gropiusstadt. 1974-1982 byggdes ett nytt stort område, High-Deck-Siedlung, med plats för 6000 boende. Alla dessa tre bostadsområden har präglats av sociala problem. 1985 arrangerades Bundesgartenschau som låg till grund för dagens Britzer Garten.

### Efter 1990
Under 1990-talet ändrades förutsättningarna för Neukölln. Stadsdelen hade under decennier legat i utkanten av Västberlin men öppnades nu upp igen. Hela Berlin genomgick stora strukturoomvandlingar och i Neukölln lade flera stora arbetsgivare ner sina verksamheter och arbetslösheten steg kraftigt under 1990-talet. Nya externa köpcentrum gjorde att Karl-Marx-Strasse tappade sin roll som inköpsgata.. En stor satsning gjordes även i hotellet Estrel, Tysklands största hotell sett till antal rum (1125), som öppnade 1994 och där 450 personer idag är anställda.

## Neukölln idag

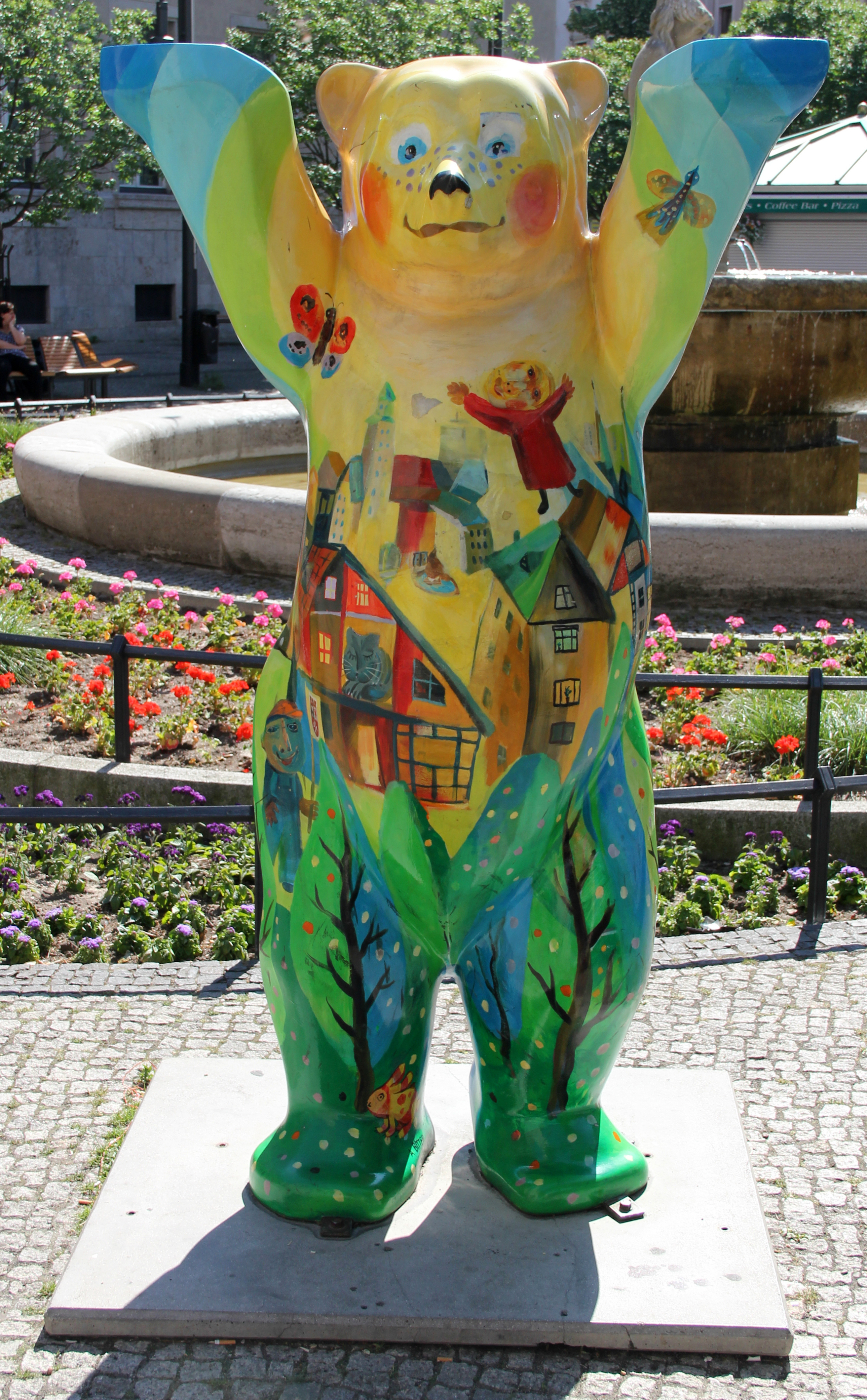
Buddy Bär framför Stadshuset Neukölln

Neukölln är idag en utpräglad mulitkulturell stadsdel där 22 % av invånarna inte är medborgare i Tyskland och 33 % har migrationsbakgrund. I Neukölln lever över 163 olika nationaliteter. Den största gruppen är den turkiska med drygt 25 000 invånare följt av drygt 11 000 från forna Jugoslavien. Neukölln är känt för sina stora turkiska och arabiska befolkningar som tydligt präglar stadsbilden. 
Neukölln beskrivs som en "social brännpunkt" på grund av problem med hög arbetslöshet och brottslighet. I vissa delar av Neukölln lever tre fjärdedelar av de boende på existensminimum och genomsnittsinkomsten ligger på 725 euro. 60 % av unga under 25 år får arbetslöshetsstöd genom Hartz IV.[källa behövs] Brottsligheten innefattar bland annat droghandel i Hasenheide och 40 000 brott registrerades av polisen (2007). Ett annat problem är den låga utbildningsnivån med dåliga skolresultat och bara 4,9 % av invånarna har högskoleexamen.

## Vapen
Neuköllns stadsvapen visar på dess historia under tempelriddarna genom det johanniterkors som finns längst ner med röd bakgrund. En så kallad husitbägare på svart bakgrund visar på områdets böhmiska historia som Böhmisch-Rixdorf med invandrare från dagens Tjeckien. I det högra övre hörnet återfinns en röd örn som är Brandenburgs symbol. Dess färger baseras på den tidigare tyska flaggan under kejsartiden som gick i rött, vitt och svart.